# Tempo decimal
O tempo decimal é a expressão das horas do dia em valores do sistema de numeração decimal.

## História

### China
A China mediu o tempo decimal, Tempo Ke   (刻; Pinyin: kè), usando clepsidras (relógios de vazão de água) por cerca de três mil anos. Mais tarde, o formato decimal foi frequentemente usado em paralelo com o tempo duodecimal e sexagesimal, introduzido pelos ocidentais nos tempos modernos.

### França

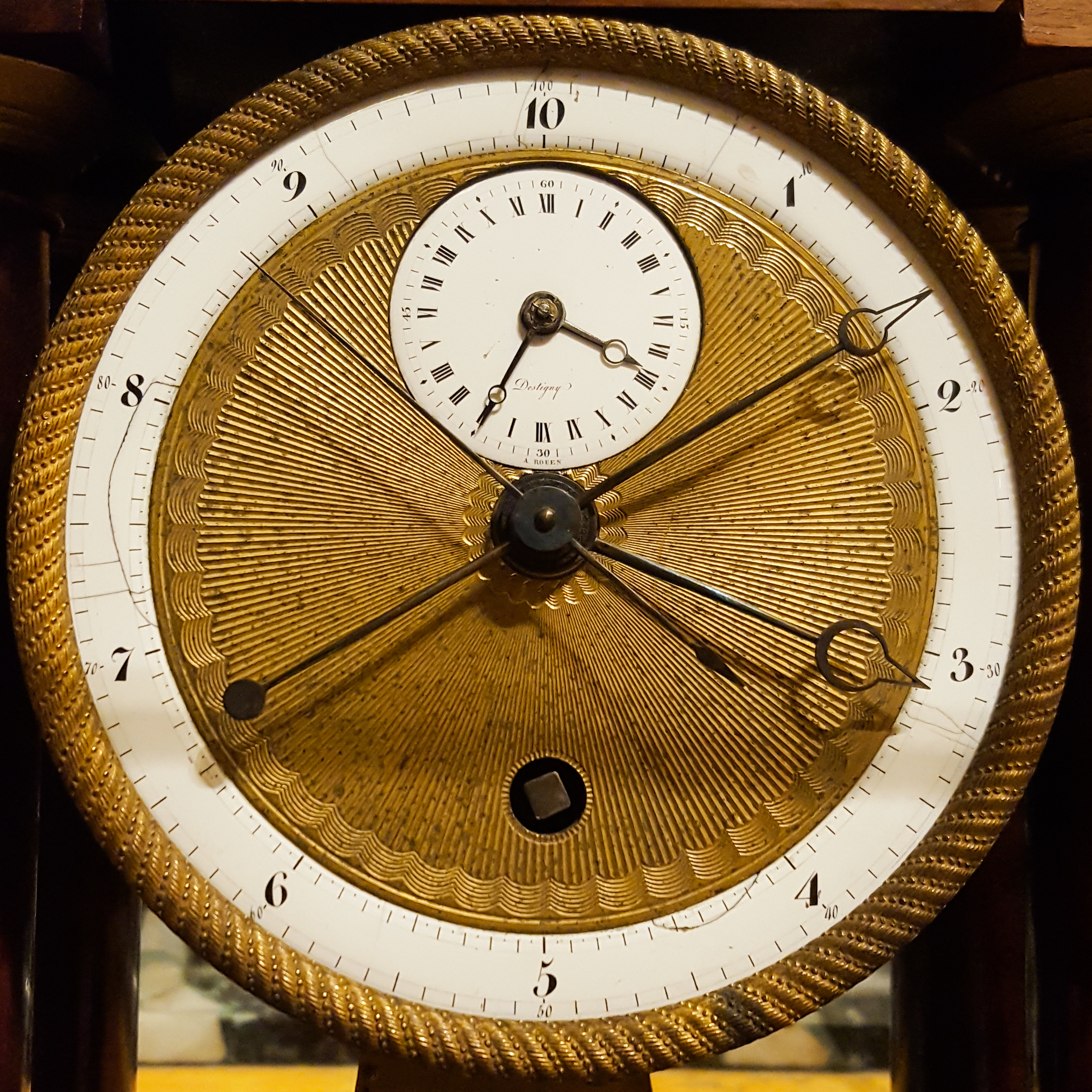
Relógio decimal francês da época da Revolução Francesa. O mostrador grande mostra as dez horas do dia decimal em algarismos arábicos, enquanto o mostrador pequeno mostra os dois períodos de 12 horas do dia padrão de 24 horas em algarismos romanos

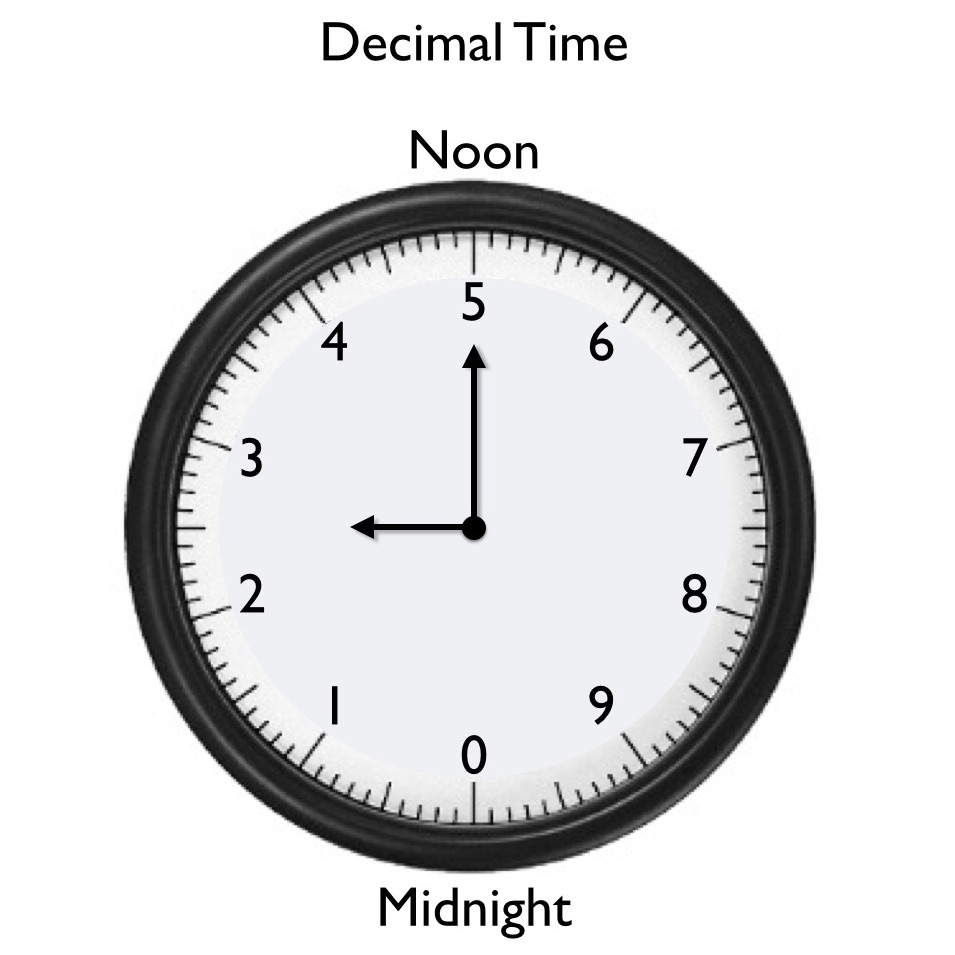
Relógio de hora decimal com leitura de 2,50 DT equivalente às 06:00 hora padrão

Durante a Primeira República Francesa, o sistema de hora decimal foi oficialmente introduzido na França pelo decreto de 4 Frimário do Ano II (24 de novembro de 1793):
Artigo : XI. O dia, da meia-noite à meia-noite, é dividido em dez partes ou horas, cada parte em dez outras, e assim por diante, até a menor parte comensurável da duração. A centésima parte da hora é chamada "minuto decimal"; a centésima parte do minuto é chamada "segundo decimal".
Com o dia começando à meia-noite, o tradicional meio-dia eram 5 horas. No final do dia, à meia-noite, eram 10 horas. Muitos relógios decimais foram construídos na época, os quais agora são peças de museu, porque já em 1795 o tempo decimal foi abolido na França, dez anos antes da abolição do calendário republicano francês.
A principal razão para esse fracasso parece ter sido que o número dez não é divisível por quatro sem deixar resto. Assim, num mostrador, por exemplo, dois dos quatro pontos cardeais nem eram marcados por linhas mais fortes. Esses correspondem aos minutos 25 e 75. Esse falha parece ter sido decisiva para o abandono do tempo decimal, apesar do inegável sucesso do sistema métrico decimal em pesos e medidas. Outro fator determinante foi a necessidade de modificar não apenas os mostradores de todos os relógios existentes, mas também parte do funcionamento interno dos mecanismos. Na época, as engrenagens eram feitas à mão: assim, a modificação era fisicamente, mas também financeiramente impensável. Além disso, o tempo em si não é uma mercadoria: as pessoas "informam" o tempo, não o vendem ou compram, ao contrário, por exemplo, do um tempo de trabalho. No entanto, na época, o tempo de trabalho não era cobrado. Esse hábito viria mais tarde e ainda no início do século XX em algumas empresas, cronômetros decimais foram usados para avaliar o tempo gasto em uma tarefa em horas e décimos de hora.
Desde 2014, o Museu da Revolução Francesa exibe um relógio de pêndulo dourado com mostrador decimal que funcionou de novembro de 1793 a abril de 1795, contando cem segundos no minuto, cem minutos na hora e dez horas no dia..

## Equivalências
Há 86.400 segundos sexagesimais (sistema atual) no dia, equivalentes a 100.000 segundos decimais.
- Um segundo decimal é igual a 86.400/100.000 = 0,864 segundo sexagesimal.
- Um minuto decimal vale 1.440/1.000 = 1,44 minuto sexagesimal (0: 01: 26.4).
- Uma hora decimal vale 24/10 = 2,4 horas duodecimais (24:00).

## Tempo decimal hoje
Embora o princípio de unificar bases aritméticas em unidades de espaço e tempo pareça ser extremamente desejável, conforme evidenciado por muitas opiniões de cientistas ao longo da história, a ideia da decimalização do dia foi definitivamente abandonada.
Atualmente, o formato da hora decimal é usado apenas em duas unidades de medida:
- na parte fracionária dos dias julianos, uma numeração sucessiva de dias atualmente usada pelos astrônomos.
- Num sistema proposto pelo relojoeiro suíço Swatch em 1998, tempo de Internet. Muito divulgado em seu lançamento, o sistema é raramente usado.
- Na indústria, o tempo decimal é usado como padrão, conhecido como "ch" (centésimos de hora). Seu objetivo é simplificar os cálculos, principalmente para operações de planejamento.

Também já se propuseram a medida de tempo e relógios hexadecimais. <ref> Relógio de base 60